# Osmoxylon oliveri
Osmoxylon oliveri là một loài thực vật có hoa trong Họ Cuồng cuồng. Loài này được Fosberg & Sachet mô tả khoa học đầu tiên năm 1980.